# Pharmacolite
La pharmacolite est une espèce minérale du groupe des arséniates de formule CaH(AsO4),H2O.

## Historique de la description et appellations

### Inventeur et étymologie
La pharmacolite a été décrite par Dietrich Ludwig Gustav Karsten en 1800 ; Son nom provient du grec φαρμακον pharmakon qui signifie "poison" et de λιθοσ lithos qui signifie "pierre", en allusion à la présence d'arsenic dans ce minéral.

### Topotype
- Wittichen, Forêt-Noire, Allemagne.

### Synonymie
- Arsenicite (Beudant) [5]

## Caractéristiques physico-chimiques

### Cristallochimie
La pharmacolite fait partie du groupe isostructurel du gypse.

### Groupe du gypse
- Ardéalite (it) Ca2(PO3OH)(SO4),4H2O, Cc; m
- Brushite Ca(PO3OH),2H2O, l2/a; 2/m
- Churchite-(Nd) Nd(PO4),2H2O
- Churchite-(Dy) (Dy,Sm, Gd,Nd)(PO4),2H2O
- Churchite-(Y) YPO4,2H2O, A2/A, Aa
- Gypse CaSO4,2H2O, A2/a; 2/m
- Pharmacolite CaH(AsO4),H2O.

### Cristallographie
- Paramètres de la maille conventionnelle : a=5,959 Å, b=15,313 Å, c=6,357 Å, bêta=114,67 °, Z = 4, V = 527,13 Å3
- Densité calculée = 2,72

### Propriétés physiques
HabitusLa pharmacolite se trouve le plus souvent sous forme d'agrégats de petits cristaux aciculaires, mais aussi sous forme d'agrégats botryoïdaux et de stalactites.

## Gîtes et gisements

### Gîtologie et minéraux associés
GîtologieLa pharmacolite est un produit d'oxydation récent de minéraux arsénifères.
Minéraux associésÉrythrite, haidingérite (en), annabergite, gersdorffite, nickéline, et d'autres minéraux d'oxydation secondaire.

### Gisements remarquables

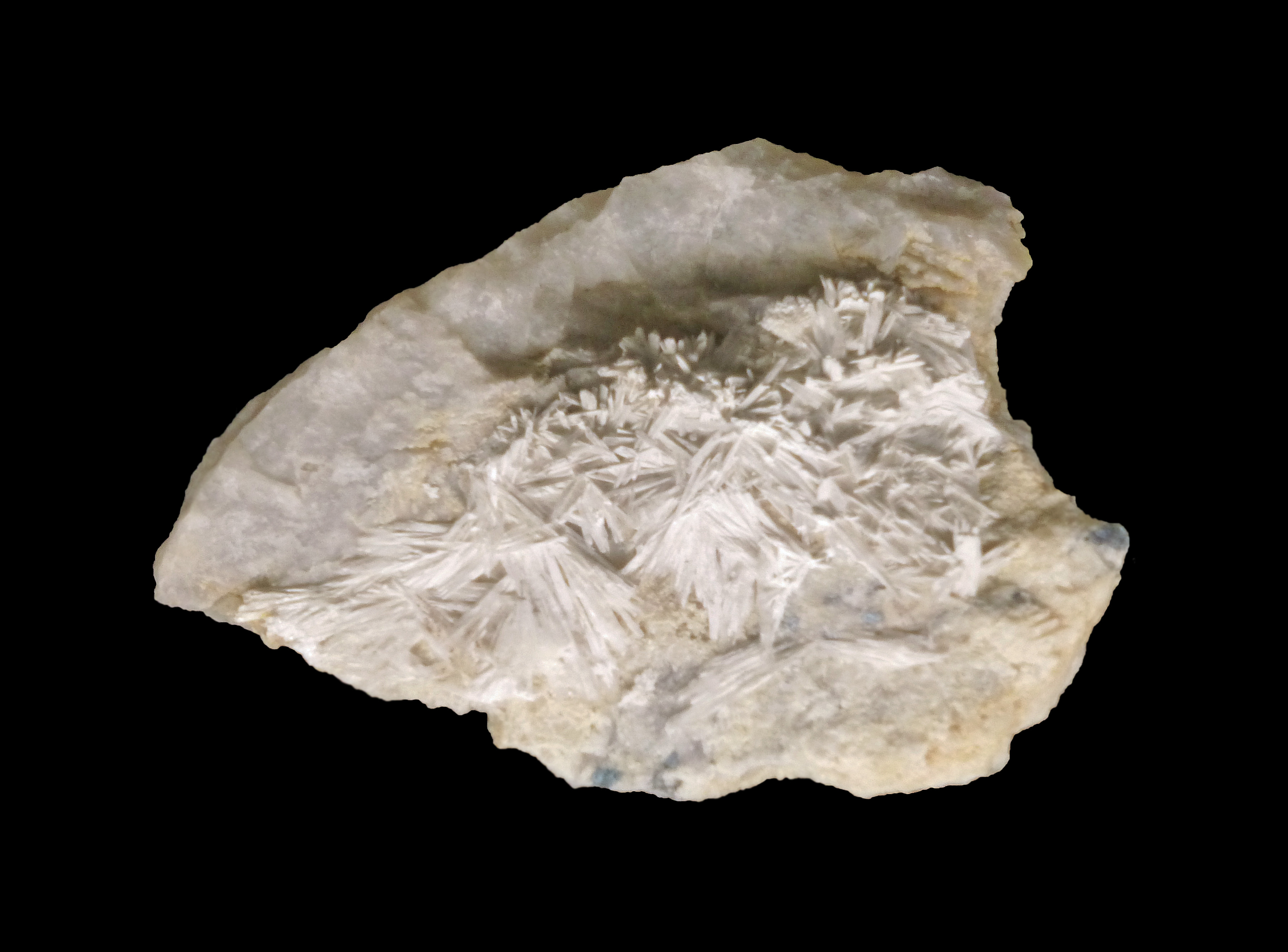
Pharmacolite en longues aiguilles de Sainte-Marie-aux-Mines (Musée de minéralogie de Strasbourg)

- Allemagne

Simson Mine, Böckelsbach valley, Wittichen, Schenkenzell, Forêt Noire
Samson Mine, St Andreasberg, St Andreasberg District, Monts Harz, Basse-Saxe
- États-Unis

O.K. Mine, San Gabriel Canyon, Morris reservoir area, Azuza, San Gabriel Mts, Comté de Los Angeles
- France

Glückauf Mine (Glückauf-St Pierre Mine), Sainte Marie-aux-Mines, Haut-Rhin, Alsace
Fanny Mine, Vallée de la Thur, Sainte Marie-aux-Mines, Haut-Rhin, Alsace
Villagnère, Aude, Languedoc-Roussillon
Lucéram, Alpes-Maritimes, Provence-Alpes-Côte d'Azur
- République Tchèque

Jáchymov (St Joachimsthal), Jáchymov (St Joachimsthal) District, Krušné Hory Mts (Erzgebirge), Karlovy Vary Region, Bohême